# Буковац (Нови Сад)
Буковац је насеље града Новог Сада у Јужнобачком округу, у Србији. Према попису из 2022. било је 3636 становника.

## Географија
Буковац се географски налази у Срему, са десне обале Дунава, на обронцима Фрушке горе и кроз место пролази Буковачки поток, међутим административно припада Јужнобачком округу. У селу живе већином Срби. Место је насељено за време Османског царства у 16. веку. У месту се налази српска православна црква посвећена Вазнесењу Господњем. У Буковцу се почетком септембра одржава традиционални Буковачки маратон.

## Историјат
Буковац се према историјским подацима први пут у списима званично помиње у 18. веку, мада постоје предања да се као насеље спомиње још у 15. веку, за време османске владавине, када су га насељавале српске породице. Са виших планинских страна село се изместило крајем 17. и почетком 18. века. Значајан догађај у развоју места је изградња Српске православне цркве посвећене Вазнесењу Господњем крајем 18. века. Током Другог светског рата, буковачко становништво је значајно страдало од усташа. Бржи развој места почиње 60-их година 20. века, када је Буковац прикључен најужој гравитационој сфери Новог Сада и када почиње да еволуира у приградско насеље. После Другог светског рата долази до већег прилива српског становништва. Значајније демографске промене уследиле су и током деведесетих година 20. века, када се у Буковац доселио већи број српског становништва из ратом погођених подручја, знатним делом из Босне. Захваљујући томе, број становника је до 2002. године порастао на 3.585, што је било четири пута више него после Другог светског рата. Место је географски смештено у Срему, на обронцима Фрушке горе и кроз њега пролази Буковачки поток.

## Саобраћај
Село се налази на око 3 km од Петроварадина и 9 km од Новог Сада са којим је повезан градским аутобусом број 64.

## Познати Буковчани
- Милица Стојадиновић Српкиња (1830—1878), српска књижевница.
- Борис Ковач (1955-), музичар и уметник.
- Душан Савковић (1984-), сликар и уметник.

## Демографија
У насељу Буковац живи 2767 пунолетних становника, а просечна старост становништва износи 36,4 година (35,6 код мушкараца и 37,1 код жена). У насељу има 1073 домаћинства, а просечан број чланова по домаћинству је 3,34.
Ово насеље је великим делом насељено Србима (према попису из 2002. године), а у последња три пописа, примећен је пораст у броју становника.
| Година | Популација |
| ------ | ---------- |
| 1948   | 865        |
| 1953   | 859        |
| 1961   | 1329       |
| 1971   | 2012       |
| 1981   | 2641       |
| 1991   | 3040       |
| 2002   | 3585       |
| 2011   | 3936       |

| Етнички састав према попису из 2002.‍ | Етнички састав према попису из 2002.‍ | Етнички састав према попису из 2002.‍ | Етнички састав према попису из 2002.‍ | Етнички састав према попису из 2002.‍ |
| ------------------------------------ | ------------------------------------ | ------------------------------------ | ------------------------------------ | ------------------------------------ |
|                                      |                                      |                                      |                                      |                                      |
| Срби                                 | Срби                                 |                                      | 3.343                                | 93,24%                               |
| Југословени                          | Југословени                          |                                      | 38                                   | 1,05%                                |
| Хрвати                               | Хрвати                               |                                      | 25                                   | 0,69%                                |
| Црногорци                            | Црногорци                            |                                      | 21                                   | 0,58%                                |
| Мађари                               | Мађари                               |                                      | 17                                   | 0,47%                                |
| Словаци                              | Словаци                              |                                      | 9                                    | 0,25%                                |
| Македонци                            | Македонци                            |                                      | 9                                    | 0,25%                                |
| Русини                               | Русини                               |                                      | 6                                    | 0,16%                                |
| Роми                                 | Роми                                 |                                      | 4                                    | 0,11%                                |
| Румуни                               | Румуни                               |                                      | 2                                    | 0,05%                                |
| Чеси                                 | Чеси                                 |                                      | 1                                    | 0,02%                                |
| Словенци                             | Словенци                             |                                      | 1                                    | 0,02%                                |
| Руси                                 | Руси                                 |                                      | 1                                    | 0,02%                                |
| Немци                                | Немци                                |                                      | 1                                    | 0,02%                                |
| Буњевци                              | Буњевци                              |                                      | 1                                    | 0,02%                                |
| непознато                            | непознато                            |                                      | 22                                   | 0,61%                                |

| \| \| м \| \| \| ж \| \| ? \| 9 \| \| \| 9 \| \| 80+ \| 14 \| \| \| 19 \| \| 75—79 \| 16 \| \| \| 31 \| \| 70—74 \| 41 \| \| \| 55 \| \| 65—69 \| 84 \| \| \| 91 \| \| 60—64 \| 99 \| \| \| 103 \| \| 55—59 \| 75 \| \| \| 82 \| \| 50—54 \| 125 \| \| \| 136 \| \| 45—49 \| 168 \| \| \| 143 \| \| 40—44 \| 155 \| \| \| 141 \| \| 35—39 \| 154 \| \| \| 148 \| \| 30—34 \| 118 \| \| \| 135 \| \| 25—29 \| 117 \| \| \| 128 \| \| 20—24 \| 126 \| \| \| 119 \| \| 15—19 \| 150 \| \| \| 142 \| \| 10—14 \| 122 \| \| \| 111 \| \| 5—9 \| 124 \| \| \| 116 \| \| 0—4 \| 95 \| \| \| 84 \| \| Просек : \| 35,6 \| \| \| 37,1 \| |      |  |  |      |
| |      |  |  |      |
| | м    |  |  | ж    |
| ? | 9    |  |  | 9    |
| 80+ | 14   |  |  | 19   |
| 75—79 | 16   |  |  | 31   |
| 70—74 | 41   |  |  | 55   |
| 65—69 | 84   |  |  | 91   |
| 60—64 | 99   |  |  | 103  |
| 55—59 | 75   |  |  | 82   |
| 50—54 | 125  |  |  | 136  |
| 45—49 | 168  |  |  | 143  |
| 40—44 | 155  |  |  | 141  |
| 35—39 | 154  |  |  | 148  |
| 30—34 | 118  |  |  | 135  |
| 25—29 | 117  |  |  | 128  |
| 20—24 | 126  |  |  | 119  |
| 15—19 | 150  |  |  | 142  |
| 10—14 | 122  |  |  | 111  |
| 5—9 | 124  |  |  | 116  |
| 0—4 | 95   |  |  | 84   |
| Просек : | 35,6 |  |  | 37,1 |

| Година пописа     | 1948. | 1953. | 1961. | 1971. | 1981. | 1991. | 2002. |
| ----------------- | ----- | ----- | ----- | ----- | ----- | ----- | ----- |
| Број домаћинстава | 282   | 280   | 397   | 587   | 825   | 939   | 1.073 |

| Број чланова      | 1   | 2   | 3   | 4   | 5   | 6  | 7  | 8 | 9 | 10 и више | Просек |
| ----------------- | --- | --- | --- | --- | --- | -- | -- | - | - | --------- | ------ |
| Број домаћинстава | 146 | 191 | 213 | 327 | 107 | 63 | 17 | 4 | 4 | 1         | 3,34   |

| Пол    | Укупно | Неожењен/Неудата | Ожењен/Удата | Удовац/Удовица | Разведен/Разведена | Непознато |
| ------ | ------ | ---------------- | ------------ | -------------- | ------------------ | --------- |
| Мушки  | 1.451  | 454              | 916          | 41             | 39                 | 1         |
| Женски | 1.482  | 341              | 924          | 178            | 38                 | 1         |
| УКУПНО | 2.933  | 795              | 1.840        | 219            | 77                 | 2         |

| Пол    | Укупно                    | Пољопривреда, лов и шумарство | Рибарство                            | Вађење руде и камена | Прерађивачка индустрија       |
| ------ | ------------------------- | ----------------------------- | ------------------------------------ | -------------------- | ----------------------------- |
| Мушки  | 726                       | 33                            | 0                                    | 2                    | 278                           |
| Женски | 591                       | 28                            | 0                                    | 0                    | 138                           |
| Укупно | 1.317                     | 61                            | 0                                    | 2                    | 416                           |
|        |                           |                               |                                      |                      |                               |
| Пол    | Производња и снабдевање   | Грађевинарство                | Трговина                             | Хотели и ресторани   | Саобраћај, складиштење и везе |
| Мушки  | 10                        | 85                            | 104                                  | 19                   | 78                            |
| Женски | 2                         | 16                            | 109                                  | 24                   | 20                            |
| Укупно | 12                        | 101                           | 213                                  | 43                   | 98                            |
|        |                           |                               |                                      |                      |                               |
| Пол    | Финансијско посредовање   | Некретнине                    | Државна управа и одбрана             | Образовање           | Здравствени и социјални рад   |
| Мушки  | 3                         | 20                            | 28                                   | 9                    | 15                            |
| Женски | 15                        | 53                            | 29                                   | 36                   | 80                            |
| Укупно | 18                        | 73                            | 57                                   | 45                   | 95                            |
|        |                           |                               |                                      |                      |                               |
| Пол    | Остале услужне активности | Приватна домаћинства          | Екстериторијалне организације и тела | Непознато            | Непознато                     |
| Мушки  | 28                        | 0                             | 0                                    | 14                   | 14                            |
| Женски | 34                        | 0                             | 0                                    | 7                    | 7                             |
| Укупно | 62                        | 0                             | 0                                    | 21                   | 21                            |